# Różnice między demokrytejską a epikurejską filozofią przyrody
Różnice między demokrytejską a epikurejską filozofią przyrody (niem. Differenz der demokritischen und epikureischen Naturphilosophie) – rozprawa doktorska Karola Marksa, ukończona w roku 1841. Praca ukazał się drukiem po raz pierwszy, częściowo, w roku 1902, a w całości w roku 1927. Obie edycje przygotował Franz Mehring.

## Wpływ i treść dzieła
W 1836 roku Marks podjął studia filozoficzne na uniwersytecie w Berlinie, gdzie wykładali Edward Gans i Friedrich Carl von Savigny, reprezentujący odpowiednio liberalną i konserwatywną interpretację myśli heglowskiej. Obroniona w 1841 rozprawa doktorska jest świadectwem dojrzewania myśli młodego Marksa, pomiędzy tymi dwoma biegunami oraz próbą wykrystalizowania własnej interpretacji heglizmu. Pracę nad dysertacją Marks rozpoczął w 1839 roku. Pierwotnie zamierzał poddać analizie trzy poarystotelesowskie szkoły filozoficzne - epikurejską, sceptycką i przedstoicką, które Hegel uważał za eklektyczne i nędzne filozoficznie. Ostatecznie jednak ograniczył się do analizy filozofii Epikura, porównaną z atomizmem Demokryta.
W marksowskiej krytyce myśli Epikura dostrzec można pierwociny filarów własnego systemu. Prowadząca do ateizmu epikurejska reinterpretacja atomizmu Demokryta w oczach Marksa jest przede wszystkim dostrzeżeniem motywu alienacji religijnej w życiu społecznym, co z kolei jego samego prowadzi do sformułowania zarysów własnej teorii alienacji ekonomicznej. Poddaje jednak, w duchu młodoheglowskim, krytyce epikurejską afirmację postawy wycofania się mędrca ze świata realnego. Jest to całkowitego zaprzeczenie tego, do czego Marks wzywał będzie w swych przyszłych pracach, mianowicie aktywnego udziału filozofa w zmienianiu otaczającego go świata.